# تسلا رودستر (نسل اول)
تسلا رودستر نسل یک، یک خودروی اسپورت برقی و نخستین محصول شرکت تسلا موتورز است. این خودرو بر پایهٔ شاسی لوتوس الیس ساخته و از سال ۲۰۰۸ تا ۲۰۱۲ تولید شده‌است. رودستر نخستین خودروی تمام برقی تولید انبوه قانونی برای بزرگراه بود که از سلول‌های باتری یون‌لیتیم استفاده کرد و نخستین خودروی تمام برقی تولیدی بود که به ازای هر بار شارژ بیش از ۳۲۰ کیلومتر (۲۰۰ مایل) می‌پیمود. همچنین نخستین خودروی تولیدی بود که در ۶ فوریهٔ ۲۰۱۸ توسط موشک فالکون هوی در یک پرواز آزمایشی به فضا پرتاب شد.
شرکت تسلا حدود ۲۴۵۰ دستگاه خودروی رودستر نسل یک را در بیش از ۳۰ کشور فروخت، و بسیاری از آخرین رودسترها در سه ماههٔ چهارم سال ۲۰۱۲ در اروپا و آسیا فروخته شدند. تسلا از اوایل سال ۲۰۱۰، رودسترهای فرمان سمت راست تولید کرد. رودستر برای انگیزاننده‌های دولتی برای خودروهای برقی در چندین کشور واجد شرایط بود.
بر پایهٔ گزارش سازمان حفاظت محیط زیست ایالات متحده، رودستر نسل یک می‌تواند ۳۹۳ کیلومتر (۲۴۴ مایل) را با یک بار شارژ طی کند و بسته به نوع باتری لیتیم یون خود، در ۳٫۷ یا ۳٫۹ ثانیه از ۰ تا ۹۷ کیلومتر بر ساعت (۰ تا ۶۰ مایل بر ساعت) شتاب بگیرد. حداکثر سرعت این خودرو ۲۰۱ کیلومتر بر ساعت (۱۲۵ مایل بر ساعت) است.

## مشخصات
مراحل تولید این اتومبیل نوظهور توسط مارتین ابرهارد با تأمین منابع مالی از میلیاردرهای اینترنتی مثل بنیان‌گذاران شرکت پی‌پل (Pay pal) صورت گرفته‌است.
این اتومبیل نیروی خود را تماماً از باتری به دست می‌آورد. رودستر تسلا نیروی خود را در تقریباً ۷۰۰۰ باتری قابل شارژ لیتیوم-یونی ذخیره می‌کند. این باتری‌ها دقیقاً همانند باتری‌هایی هستند که در کامپیوترهای لپ‌تاپ به‌کار می‌روند.
سوابق مهندسی ابرهارد، به او دانش ساخت اتومبیلی با بالاترین کارایی را داده‌است. او می‌گوید ایده ساخت این اتومبیل را از ایده‌های مشابه و نوظهور دیگران، مثل پرستون تاکر و جان دلرون در صنعت اتومبیل به ذهن او رسیده‌است.
به جای اختراع نوع جدیدی از باتری‌ها، وی از همان باتری‌های لیتیوم-یون استفاده کرد، چون وی در صنایع کامپیوتر نیز دست داشت و می‌دانست این صنایع، برای پیشرفتشان کار می‌کنند و وی می‌تواند از نتیجه آن‌ها استفاده کند.
تسلا از یک اتومبیل ایده‌ای به مرحله تولید رسیده‌است و ظرف کمتر از سه سال برای فروش عرضه شده‌است. اولین نمونه‌ها در کارخانه‌های شرکت لوتوس در انگلستان تولید شده و در ژوئیهٔ ۲۰۰۸ فروش عمده آن در ایالت کالیفرنیای آمریکا آغاز شد.